# Municipio de Island Park
El municipio de Island Park (en inglés: Island Park Township) es un municipio ubicado en el condado de Ransom en el estado estadounidense de Dakota del Norte. En el año 2010 tenía una población de 262 habitantes y una densidad poblacional de 2,99 personas por km².

## Geografía
El municipio de Island Park se encuentra ubicado en las coordenadas 46°24′28″N 97°43′54″O / 46.40778, -97.73167. Según la Oficina del Censo de los Estados Unidos, el municipio tiene una superficie total de 87.77 km², de la cual 87,64 km² corresponden a tierra firme y (0,15 %) 0,13 km² es agua.

## Demografía
Según el censo de 2010, había 262 personas residiendo en el municipio de Island Park. La densidad de población era de 2,99 hab./km². De los 262 habitantes, el municipio de Island Park estaba compuesto por el 98,47 % blancos, el 0,38 % eran amerindios, el 0,76 % eran asiáticos y el 0,38 % eran de una mezcla de razas. Del total de la población el 0 % eran hispanos o latinos de cualquier raza.